# Campionat d'escacs del Paraguai
El campionat d'escacs del Paraguai és un torneig d'escacs estatal que es juga al Paraguai per determinar el campió del país. Va ser inaugurat pel Cercle d'Escacs del Paraguai, fundat el 1938 com el primer club de Paraguai dedicat exclusivament als escacs. El Cercle d'Escacs del Paraguai va organitzar el campionat absolut fins al 1970, atès que fins llavors no existia una federació nacional d'escacs, tot i que estava afiliat a la FIDE i havia competit a les Olimpíades d'escacs en diverses edicions des del 1939 a Buenos Aires. El Torneig rep el nom de Mayor per considerar-lo el més important del país, en el qual el guanyador obté el títol de Mestre Nacional d'Escacs.

## Quadre d'honor
| Any     | Guanyador               | Guanyadora               |
| ------- | ----------------------- | ------------------------ |
| 1938    | Juan Silvano Díaz Pérez |                          |
| 1939    | Juan Silvano Díaz Pérez |                          |
| 1940    | Ernesto Espinola        |                          |
| 1941    | Ernesto Espinola        |                          |
| 1942    | Juan Silvano Díaz Pérez |                          |
| 1943    | Ernesto Stadecker       |                          |
| 1944    | Ernesto Stadecker       |                          |
| 1945    | Ernesto Stadecker       |                          |
| 1946    | Luís Oscar Boettner     |                          |
| 1947    | Luís Oscar Boettner     |                          |
| 1948    | Carlos Almeida          |                          |
| 1949    | Carlos Almeida          |                          |
| 1950    | Carlos Almeida          |                          |
| 1951    | Carlos Almeida          |                          |
| 1952    | Faustino Paniagua       |                          |
| 1953    | Eduardo Salomón         |                          |
| 1954    | Ronald Cantero          |                          |
| 1955    | Ronald Cantero          |                          |
| 1956    | Ronald Cantero          |                          |
| 1957    | Ronald Cantero          |                          |
| 1958    | Ronald Cantero          |                          |
| 1959    | Benigno Rivarola        |                          |
| 1960    | Eleuterio Recalde       |                          |
| 1961    | Ronald Cantero          |                          |
| 1962    | Ronald Cantero          |                          |
| 1963    | Victorio Riego Prieto   |                          |
| 1964    | Raúl Silva              |                          |
| 1965    | Ronald Cantero          |                          |
| 1966    | Omar Villagra           |                          |
| 1967    | Emiliano Saguier        |                          |
| 1968    | Emiliano Saguier        |                          |
| 1969    | Emiliano Saguier        |                          |
| 1970    | Julio César Ingolotti   |                          |
| 1971    | Ruben Carlos Gamarra    |                          |
| 1972    | Victorio Riego Prieto   |                          |
| 1973    | Óscar Ferreira          |                          |
| 1974    | Óscar Ferreira          |                          |
| 1975    | Ruben Carlos Gamarra    |                          |
| 1976    | Zenón Franco            |                          |
| 1977    | Victorio Riego Prieto   |                          |
| 1978    | Óscar Ferreira          |                          |
| 1979    | Ruben Carlos Gamarra    |                          |
| 1980    | Óscar Ferreira          |                          |
| 1981    | Cristobal Valiente      |                          |
| 1982    | Cristobal Valiente      |                          |
| 1983    | Luís Carlos Patriarca   |                          |
| 1984    | Francisco Santacruz     |                          |
| 1985    | Cristobal Valiente      |                          |
| 1986    | Francisco Santacruz     |                          |
| 1987    | Francisco Santacruz     |                          |
| 1988    | Francisco Santacruz     |                          |
| 1989    | Cristóbal Valiente      |                          |
| 1990    | Francisco Santacruz     |                          |
| 1991    | Cristobal Valiente      |                          |
| 1992    | Cristobal Valiente      |                          |
| 1993    | Carlos Gamarra Cáceres  |                          |
| 1994    | César Santacruz         |                          |
| 1995    | Eduardo Peralta         |                          |
| 1996    | Ricardo Kropff          |                          |
| 1997    | Cristobal Valiente      |                          |
| 1998    | Luís Carlos Patriarca   |                          |
| 1999    | Eduardo Peralta         |                          |
| 2000    | Eduardo Peralta         |                          |
| 2001    | José Cubas              |                          |
| 2002    | Enrique Butti           |                          |
| 2003    | Luís Carlos Patriarca   |                          |
| 2004    | Axel Bachmann           |                          |
| 2005    | Luís Carlos Patriarca   |                          |
| 2006    | Luís Carlos Patriarca   |                          |
| 2007    | Luís Carlos Patriarca   |                          |
| 2008    | Luís Carlos Patriarca   |                          |
| 2009    | Rodrigo Del Puerto      |                          |
| 2010    | Guillermo Vázquez       |                          |
| 2011[3] | Guillermo Vázquez       |                          |
| 2012[4] | Guillermo Vázquez       | Gabriela Vargas Talavera |
| 2013[5] | Axel Bachmann Schiavo   | Gabriela Vargas Talavera |
| 2014[6] | Neuris Delgado Ramírez  | Gabriela Vargas Talavera |
| 2015[7] | Neuris Delgado Ramírez  | Gabriela Vargas Talavera |
| 2016[8] | Axel Bachmann Schiavo   | Gabriela Vargas Talavera |
| 2017    | Axel Bachmann Schiavo   | Jennifer Perez Rodriguez |
| 2018    | Neuris Delgado Ramírez  | Jennifer Perez Rodriguez |
| 2019    | Neuris Delgado Ramírez  | Gabriela Vargas Talavera |
| 2021    | Ruben Zacarias Martinez | Gabriela Vargas Talavera |
| 2022    | Arturo Caceres Benitez  | Gabriela Vargas Talavera |
| 2023    | Neuris Delgado Ramírez  | Gabriela Vargas Talavera |
| 2024    | Juan Sebastian Melian   | Helen Montiel Caceres    |